# Museo Regional de Chiapas
El Museo Regional de Chiapas es uno de los más destacados de la ciudad de Tuxtla Gutiérrez, en el estado de Chiapas, y uno de los más importantes de México entre los varios orientados a la Arqueología, la Antropología y la Historia. Consiste básicamente en dos salas principales, una temporal, una biblioteca y un Auditorio.  La "Sala de Arqueología" esta dedicada a la arqueología Mesoamericana del estado y la "Sala de Historia" a la historia del Estado de Chiapas a partir de la conquista española. La exhibición arqueológica se enfoca principalmente en las culturas zoque y maya. Las exposiciones históricas se extienden en el tiempo hasta principios del siglo XX. Además de su colección permanente, también cuenta con una sala para muestras temporales y un auditorio para albergar eventos culturales como presentación de libros, clases de verano y conferencias, entre otros, así como la Biblioteca "Carlos Navarrete Cáceres" orientada para estudiantes e investigadores de Arqueología, Antropología e Historia.   

## Edificio e instalaciones

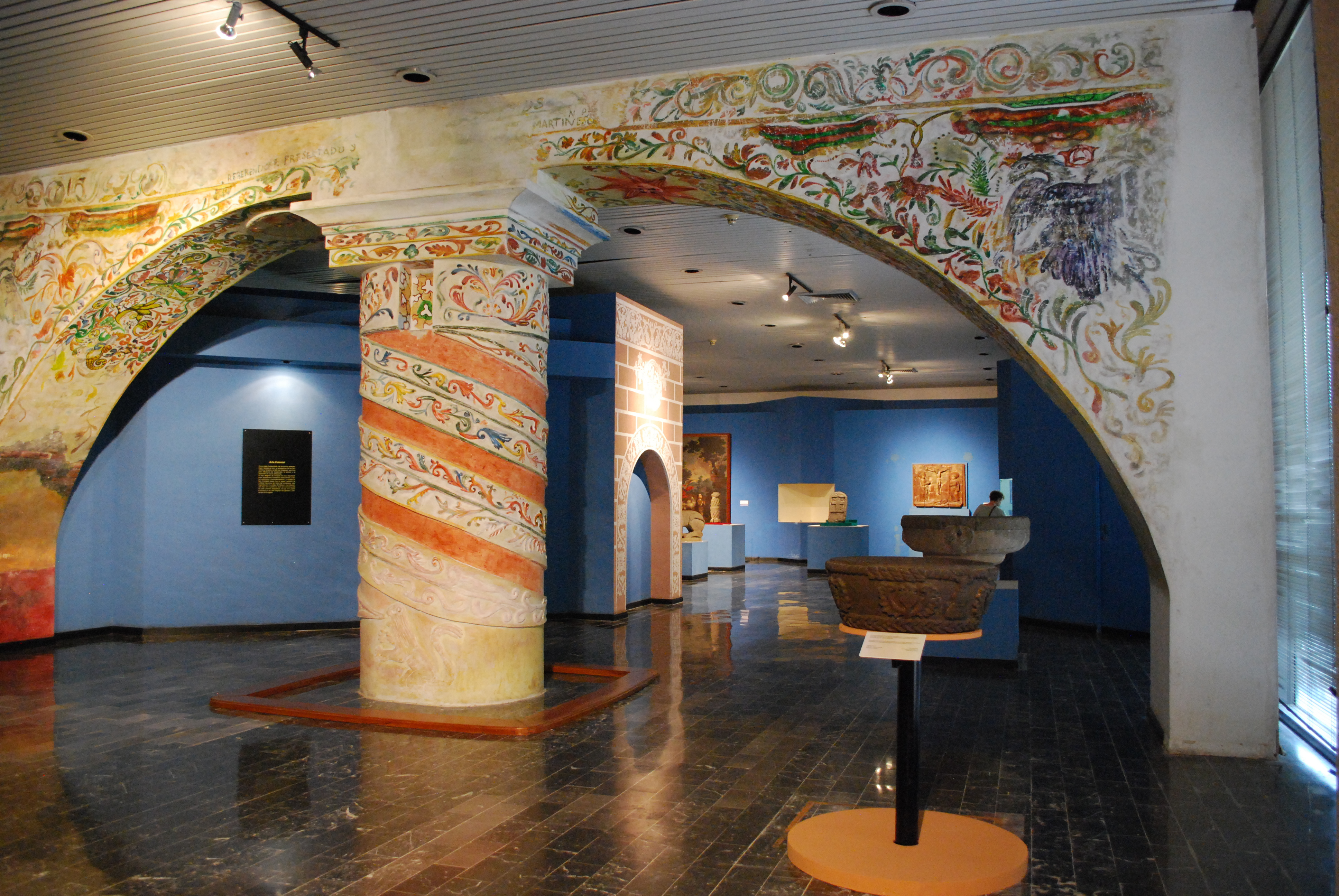
Sección dedicada a la historia colonial del estado.

El Museo Regional de Chiapas es uno de los más importantes en México orientado a la Arqueología, la Antropología y la Historia. El edificio fue construido en estilo contemporáneo entre 1979 y 1982, y fue inaugurado en 1984. Está localizado en cercanías del Parque Madero (Calzada de Hombres Ilustres) y Teatro de la Ciudad (Emilio Rabasa), con áreas en la planta baja cuya apariencia, evoca un hangar aéreo. Fue diseñado por el arquitecto Juan Miramontes Nájera. El diseño recibió el primer premio en la Tercera Bienal Internacional de Arquitectura que se realizó en Sofía, Bulgaria en 1985. 

Entre los elementos decorativos se encuentra el "Mural de la Conquista" realizado por el artista plástico Toshiro Culebro.
El auditorio del museo tiene capacidad para 250 personas y constituye un centro de importancia para las actividades culturales de la ciudad.

## Colección permanente

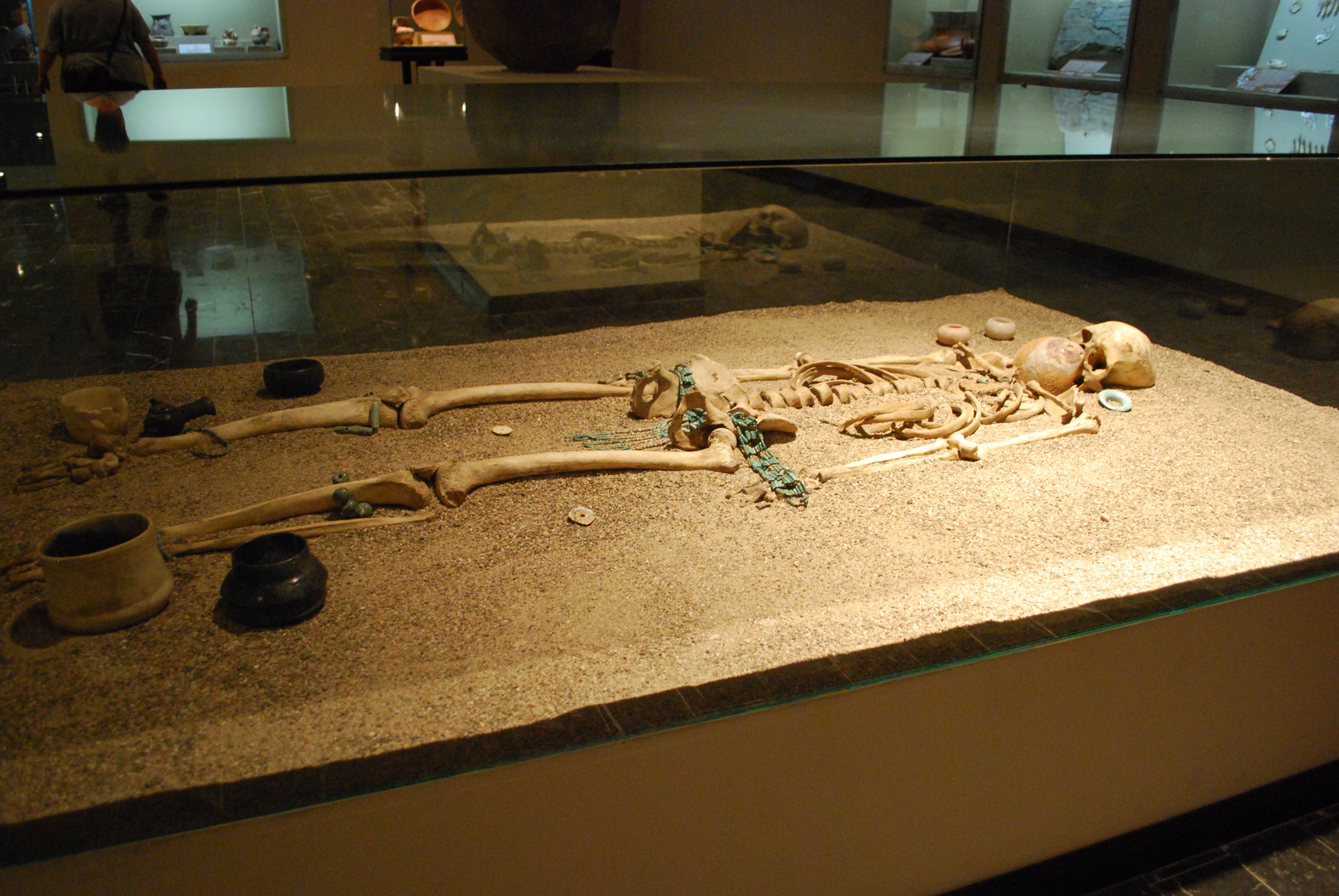
Piedra que representa al gobernante de Palenque Joy Chitam II en posición de cautivo en un relieve de Tonalá (Chiapas).

La colección permanente abarca la historia del estado de Chiapas y está dividida en dos salas: una se concentra en la arqueología y la segunda en la historia a partir de la conquista española del Imperio Azteca. En general, los textos explicativos de las piezas expuestas están escritos en español aunque algunos están traducidos al inglés.
El área dedicada a la arqueología exhibe piezas del periodo prehispánico, especialmente de las culturas zoque y maya, ambas nativas del estado. La exposición de los objetos está organizada con base en tres etapas temporales. 

La primera es el periodo Mesoamericano Pre Clásico, cuyos inicios correspondían a estructuras sociales de apropiación directa, que evolucionaron a estructuras de economía míxta, incluyendo el establecimiento de la agricultura entre 2000-1000 a. C. Esta época está dominada por la expansión olmeca, así como por la ocupación de ciudades nativas como Izapa y Chiapa de Corzo. 

El Período Mesoamericano Clásico (300 a. C. al 900 d. C.) se distingue por el ascenso de la civilización maya con algunos asentamientos notables de los zoques. 

El periodo mesoamericano post-clásico está marcado por la decadencia de las grandes ciudades mayas alrededor del 900 d. C. y se extiende hasta la llegada de los españoles. En esta región mesoamericana, los nativos se dispersaron en pequeñas comunidades sin cohesión regional. En la última parte de este período, los aztecas de la meseta mexicana comenzaron a hacer incursiones, conquistando las regiones del Valle Central y Soconusco. Las piezas expuestas están acompañadas de diagramas, mapas y reproducciones de murales prehispánicos para brindar información de contexto.
La segunda sala abarca el lapso comprendido entre la conquista española y el siglo veinte XX. Está dividida en sectores enfocados a las etapas de la conquista, la colonia, la independencia, la Guerra de Reforma, la era de Porfirio Díaz y la Revolución Mexicana. La colección contiene armas, utensilios, documentos históricos, pinturas, objetos religiosos, especialmente de Chiapa de Corzo, San Cristóbal de las Casas y el antiguo monasterio de Tecpatán.

## Eventos y exhibiciones temporales
Además de las dos salas principales, hay una tercera sala destinada a muestras temporales y un auditorio con capacidad para 250 personas. Estos espacios son utilizados para eventos relacionados con el museo u otras instituciones culturales. En el museo se organizan cursos de verano, conciertos, presentaciones y firma de libros, exhibiciones y un altar tradicional para el Día de Muertos, entre otras actividades. Los cursos de verano incluyen talleres en arqueología, cerámica y varias técnicas de arte como pintura con acuarela, destinada principalmente a los niños. Otra forma en que el museo llega a los niños es con visitas guiadas por las diversas Salas del Museo a las escuelas públicas y privadas del Estado de Chiapas. 
El altar anual se ha convertido en una atracción no sólo para la población local, sino también para los turistas. Se crea con la ayuda de varios artistas y artesanos del estado para reflejar las tradiciones y la cultura de Chiapas. El museo celebra anualmente el Día Internacional de los Museos con el Consejo Internacional de Museos, organizando presentaciones musicales, conferencias y otras actividades. El museo ha patrocinado un Día de la Cultura Infantil desde 2001, centrándose en los niños en edad escolar primaria de las zonas de bajos ingresos. Los eventos incluyen la participación de diversas organizaciones relacionadas con el medio ambiente, la Universidad de Ciencias y Artes de Chiapas, otros museos e instituciones, atrayendo a unos 200 niños cada año.
Las exposiciones temporales han variado y han incluido piezas arqueológicas al igual que trabajos modernos. Una exposición temporal fue llamada "Alma de la arcilla" con una colección de cerca de 350 piezas de cerámica fabricadas durante un período de más de 4.000 años. 

"Brujos y chamanes" fue una exposición de treinta obras de artistas de Chiapas, que se centraron en las tradiciones mágicas nativas del estado y cómo han influenciado la cultura. 

El museo presentó una exposición temporal titulada "El jaguar prehispánico, Huellas de lo Divino", basada en una serie de piezas arqueológicas. En muchas culturas mesoamericanas el jaguar fue un símbolo de lo sobrenatural y su imagen aparece tempranamente en el arte prehispánico. Hasta la actualidad, muchos grupos indígenas continúan reverenciando este animal. Las piezas expuestas incluyeron esculturas en piedra basáltica de figuras de hombre-jaguar y dos piezas izapeñas llamadas “El Jaguar Danzante” y “El Maicero”. Se expusieron además varias representaciones del animal realizadas sobre cerámica y otros utensilios de varias partes de Chiapas.